# Cathédrale de Sarno
La cathédrale de Sarno est une église catholique romaine de Sarno, en Italie. Il s'agit d'une cocathédrale du diocèse de Nocera Inferiore-Sarno.